# One Piece (temporada 1)
Aquesta llista inclou la primera temporada de la sèrie de televisió d'anime One Piece, produïda per Toei Animation, dirigida per Kōnosuke Uda i basada en els dotze primers volums del manga del mateix nom d'Eiichirō Oda.
La primera temporada es titula East Blue (EAST BLUE 編 Īsuto Burū hen?) I agrupa els primers 61 episodis. Es troba al East Blue i mostra les aventures de la tripulació del Barret de Palla des de la sortida de Monkey D. Ruffy des del seu poble fins a l'entrada de la Grand Line. Els episodis es van emetre al Japó a Fuji TV del 20 d'octubre de 1999 al 7 de març de 2001.
La temporada utilitza quatre peces com a temes musicals: dos temes inicials i dos temes finals. El primer tema inicial és el guardonat títol "We Are!" (ウィーアー!, Wī Ā!), Interpretat per Hiroshi Kitadani durant els primers 47 episodis. El segon opening, que es va utilitzar durant la resta de la temporada, és Believe de Folder5. El primer tema final, titulat Memories per als primers 30 episodis, va ser interpretat per Maki Otsuki, que també va interpretar la segona cançó temàtica final, titulada Run! Run! Run!, durant la resta de la temporada.

## Episodis
| # | Nº en la temporada | Títol en català | Data d'estrena al Japó | Data d'estrena a Catalunya |
| --- | ------------------ | --- | ---------------------- | -------------------------- |
| 1 | 1                  | Soc en Ruffy, el que serà rei dels pirates! Ore wa Luffy! Kaizoku-ou ni naru Otoko da! (俺はルフィ！海賊王になる男だ！)                                              | 20 d'octubre de 1999   | 2 de març de 2006          |
| Adapta el capítol 2 del volum 1 l'anime. Un vaixell de creuers és atacat de sobte per un vaixell pirata. A bord hi ha la tripulació de Alvida, amb la intenció de robar a tots els viatgers. Alguns homes troben un barril i creuen que conté vi; quan estan a punt d'obrir-lo amb un puny, Monkey D. Ruffy en surt. En Ruffy apareix i dos pirates intenten atacar-lo, però en Ruffy trenca les espases i els empeny a escapar. En Ruffy troba a Koby que li explica on és i li explica la seva història: en els darrers dos anys Alvida el va obligar a treballar, en cas contrari hauria estat assassinat. Koby fascinat per la seva força de voluntat, decideix començar a perseguir el seu somni, és a dir, entrar a la marina. En aquell precís moment, però, Alvida i la seva tripulació els arriben i els ataquen. En Ruffy rescata a Koby i derrota els pirates fent servir els poders de la seva Fruita del Diable. Quan només queda Alvida dempeus, Koby troba el valor de rebel·lar-se i ofendre-la. Alvida intenta colpejar-lo amb la seva porra, però en Ruffy intercepta l'atac i la derrota amb un sol cop de puny. En Ruffy i en Koby marxen abans que arribin diversos vaixells de la. En Ruffy pregunta a Koby sobre Roronoa Zoro; en sentir que és un espadachín molt fort, en Ruffy li demana conèixer-lo per demanar-li que s'uneixi a la seva tripulació. |                    | |                        |                            |
| 2 | 2                  | El caçador de pirates Roronoa Zoro! Un mestre espadatxí Daikengou Arawaru! Kaizoku-kari Roronoa Zoro (大剣豪現る！海賊狩りロロノア・ゾロ)                            | 17 de novembre de 1999 | 3 de març de 2006          |
| Adapta els capítols 3-5 del volum 1 del manga. En Ruffy i en Koby arriben a la ciutat de Sheltz, la ciutat on es troba Zoro. Els dos pugen per la paret que envolta la base i el veuen lligat a un pal al mig del pati. Mentre reflexionen sobre què fer, Rika s'enfila per la paret i porta menjar a Zoro, però queda sorprès per Helmeppo, que la insulta i la caça. Rica torna a la ciutat amb en Ruffy i en Kobi i els explica que Zoro va ser arrestat per haver colpejat el llop d'Helmeppo. Per evitar que Morgan, el comandant de la base, el tragués a persones innocents, Zoro va acceptar estar lligat durant un mes sense menjar. Poc després, Helmeppo arriba al restaurant de la mare de Rika i declara que l'endemà li faran disparar a Zoro; En Ruffy el dona un cop de puny i decideix que convencerà a Zoro perquè s'uneixi a la seva tripulació. Així que l'arriba i s'ofereix a deslligar-lo sempre que Zoro s'uneixi a la tripulació, però Zoro no accepta l'oferta. Tot i això, en Ruffy ignora la resposta i entra a la base per buscar l'espasa que Zoro utilitza per lluitar. Mentrestant, Morgan pressiona els seus subalterns que aixequen una estàtua seva. En Ruffy la destrueix accidentalment i després es porta amb ell a Hermeppo per mostrar-li on està el que busca, així que Morgan ordena als seus homes que el perseguin. Mentrestant, Koby arriba a Zoro i comença a deslligar-lo, mentre li diu que Hermeppo té intenció d'executar-lo i que en Ruffy l'ha colpejat per aquest motiu. Morgan i alguns dels seus homes, però, arriben al pati i es preparen per matar els dos. Els infants de marina obren foc, però en Ruffy els llança i bloqueja les bales amb el seu cos de goma. |                    | |                        |                            |
| 3 | 3                  | Morgan contra Ruffy i la noia misteriosa Morgan VS Luffy! Nazo no Bishoujo wa Dare? (モーガンVSルフィ！謎の美少女は誰？？)                                           | 24 de novembre de 1999 | 6 de març de 2006          |
| Adapta els capítols 5-7 del volum 1 del manga. Morgan s'adona que en Ruffy ha menjat una fruita del diable i, com que les bales no funcionen, ordena als seus homes que l'ataquin amb espases. Zoro, però, aconsegueix alliberar-se i els dos derroten a tots els marins, després d'això en Ruffy li dona un cop a Morgan, que cau. Després, Helmeppo pren a Koby com a ostatge, així que en Ruffy es prepara per colpejar-lo, però Morgan s'aixeca al seu torn i es prepara per colpejar en Ruffy amb la seva destral. Zoro, que el derrota, atura l'atac de Morgan, mentre que en Ruffy fa fora a Helmeppo, alliberant així a Koby. Increïblement, els marins es van quedar en peu alegrats per la derrota de Morgan, que tothom temia. Els tres van a menjar al restaurant de Rica, on en Ruffy explica que la seva intenció és arribar a la ruta principal. De sobte, Rippah, el nou comandant en lloc de Morgan, apareix a l'habitació i demana a en Ruffy i en Zoro que surtin de la ciutat. Quan els pregunta si Kobi forma part del grup, en Ruffy comença a explicar el passat de Kobi. Kobi el dona un cop de puny per evitar que reveli la veritat. Rippah s'adona que els dos no són amics, de manera que compleix la sol·licitud de Kobi per unir-se a la marina. Llavors, en Ruffy i en Zoro van partir cap a noves aventures. |                    | |                        |                            |
| 4 | 4                  | El passat d'en Ruffy: Shanks, el pèl-roig Luffy no Kako! Akagami no Shanks Toujou (ルフィの過去！赤髪のシャンクス登場)                                               | 8 de desembre de 1999  | 7 de març de 2006          |
| Adapta el capítol 1 (en flashback) i 8 del volum 1 del manga. En Ruffy i en Zoro naveguen amb el seu bot salvavides, però de sobte en Ruffy s’arrisca a perdre el barret, recordant els records de Shanks que li van donar i la promesa que li va fer. Quan en Ruffy vivia al poble de Foosha, va conèixer Shanks. Li va demanar que el reclutessin diverses vegades, però només va rebre rebutjos. Un dia, el grup de bandolers dirigits per Higuma va entrar al bar on es trobaven. Higuma va demanar alcohol, però la tripulació de Shanks ho havia begut tot. Higuma va ofendre Shanks i se'n va anar sense la seva reacció; Shanks, en canvi, es va riure del que va passar amb els seus homes. En Ruffy estava furiós, criticant-los per no tenir el coratge de reaccionar; també va menjar la fruita Gom Gom que la tripulació havia pres en un viatge anterior. Pocs dies després, en Ruffy es va reunir de nou amb els bandolers i els va exigir que demanessin disculpes als pirates, causant la ira de Higuma. Shanks i els seus companys es van afanyar a rescatar-lo i van derrotar a tots els subalterns de Higuma. Higuma, però, va aconseguir escapar endur-se en Ruffy en un vaixell, convençut que mai el buscarien al mar. Higuma, després de llançar en Ruffy a l'aigua, va ser assolit i devorat en un instant pel senyor de l'escull, un monstre marí que vivia en aquelles aigües. L'enorme animal també va intentar menjar-se en Ruffy, però va ser perseguit per Shanks, que va perdre un braç. Pocs dies després, els pirates van navegar i en Ruffy va prometre a Shanks que navegaria i que trobaria companys. Shanks, fascinat, li va regalar el barret de palla amb la promesa que el tornaria el dia que es tornessin a trobar. En Ruffy i en Zoro continuen la seva navegació, però un ocell enorme agafa a en Ruffy i se l'emporta. Zoro comença a remar enèrgicament per posar-se al dia amb en Ruffy. Mentrestant, en Ruffy arriba a la ciutat d'Orange i cau en un carrer on els pirates persegueixen la Nami, que ha robat el mapa de la Grand Line. |                    | |                        |                            |
| 5 | 5                  | El capità pirata pallasso Buggy i el seu poder temible i misteriós Kyoufu Nazo no Chikara! Kaizoku Douke Buggy-Senchou! (恐怖！謎の力・海賊道化バギー船長！)         | 15 de desembre de 1999 | 8 de març de 2006          |
| Adapta els capítol 8-11 dels volums 1 i 2 del manga. Nami s’escapa, provocant que en Ruffy sigui culpable del robatori; els tres homes ataquen en Ruffy, però en Ruffy els derrota sense esforç. Nami, que va presenciar la baralla, recorre els seus passos i es presenta a si mateix. Els dos entren a una casa abandonada i comencen a menjar. En un altre lloc, Buggy ordena als seus subalterns que recuperin el mapa robat de la Grand Line. En Ruffy li proposa a la Nami unir-se a la seva tripulació. La Nami es nega inicialment, però després de descobrir que els homes de Buggy encara la busquen, canvia d'opinió i elabora un pla. Convenç a Ruffy perquè el lliguin i el porta a Buggy, també li torna el mapa i li demana que s’uneixi a la seva tripulació. Buggy tanca a Ruffy en una gàbia i accepta la Nami a la tripulació, organitzant una festa al final de la qual decideix disparar una bola Buggy, una bomba molt poderosa que destrueix nombroses cases. També ordena a Nami que llenci una altra bomba contra en Ruffy per provar la seva lleialtat. Nami es nega a matar-lo i per això Buggy ordena als seus homes que l'ataquin. Abans que la puguin colpejar, intervé Zoro, acabat d’arribar a la ciutat. En veure a Zoro, Buggy decideix matar-lo per fer augmentar encara més la seva fama, però Zoro el destrossa amb les seves espases. Buggy, però, no va ser derrotat perquè es va menjar la fruita Puzzle Puzzle que el va fer capaç de tornar a muntar el seu cos, quedant immune a les fulles. Buggy fereix a Zoro amb un ganivet, però Zoro no es rendeix i apunta el canó a la tripulació de Buggy. La Nami encén el fusible i dispara el canó. |                    | |                        |                            |
| 6 | 6                  | Una situació desesperada: el domador de bèsties salvatges Mohji contra en Ruffy Zettaizetsumei! Moujuu-tsukai Mohji VS Luffy! (絶体絶命！猛獣使いモージ VS ルフィ！) | 29 de desembre de 1999 | 9 de març de 2006          |
| Adapta els capítol 11-15 dels volum 2 del manga. Zoro agafa la gàbia on està tancat en Ruffy i se'l porta cap al poble on es troben amb Chouchou, un petit gos que custodia la botiga del seu amo, tot i saber que el seu amo ha mort. El lleó del domador Mohji, Ritchie, trenca sense voler la gàbia d'en Ruffy i el fa volar. El gos intenta protegir la botiga, però Ritchie és molt més fort, i Mohji crema la botiga. Davant d'això, en Ruffy s'indigna, decideix venjar-se i s'enfronta amb el lleó. Commoguda per la preocupació d'en Ruffy pel gos, Nami accepta treballar de moment amb en Ruffy. |                    | |                        |                            |
| 7 | 7                  | El combat ferotge: El mestre del sabre Zoro contra l'acròbata Cabaji Sōzetsukettō! Kengō Zoro vs. Kyokugei no Kabaji!fy! (壮絶決闘！剣豪ゾロＶＳ曲芸のカバジ！)      | 29 de desembre de 1999 | 10 de març de 2006         |
| Enfrontament entre en Cabaji, l'acròbata, i en Zoro, l'espadatxí. En Cabaji, en defensa de l'orgull del capità Buggy, mostra grans acrobàcies. Acabarà derrotat per en Zoro? |                    | |                        |                            |
| 8 | 8                  | Qui serà el guanyador? Confrontació de forces de les fruites del diable Shōsha wa dotchi? Akuma no mi no nōryoku taiketsu! (勝者はどっち？悪魔の実の能力対決！)      | 29 de desembre de 1999 | 13 de març de 2006         |
| El capità Buggy està molt furiós perquè recorda que el barret que té en Ruffy és de Shanks. En Ruffy, en veure que el capità ha danyat el seu barret, decideix enfrontar-s'hi. |                    | |                        |                            |
| 9 | 9                  | El capità Usopp, el mentider Seigi no usotsuki? Kyaputein Usoppu (正義のうそつき？キャプテンウソップ)                                                                | 12 de gener de 2000    | 14 de març de 2006         |
| El capità Usopp fa visites secretes a casa de la senyoreta Kaya, malalta des de la mort dels seus pares i, per aixecar-li la moral, li explica històries fantàstiques que la diverteixen molt, però el majordom Klahadoll li prohibeix les visites. |                    | |                        |                            |
| 10 | 10                 | L'home més estrany del món: L'hipnotitzador Jango! Shijō saikyō no hen na yatsu! Saiminjutsushi Jango (史上最強の変な奴！催眠術師ジャンゴ)                           | 19 de gener de 2000    | 15 de març de 2006         |
| En Ruffy i l'Usopp descobreixen el pla malèvol que el majordom esperava des de fa tres anys, amb l'ajuda del seu col·lega Jango, l'hipnotitzador. El majordom, que en realitat és el temut pirata Kuro, es proposa desfer-se de la senyoreta Kaya i quedar-se amb la seva fortuna. |                    | |                        |                            |
| 11 | 11                 | El complot es descobreix: El majordom és el capità Kuro Inbō o abake! Kaizoku shitsuji Kyaputein Kuro (陰謀を魔ｯ！海賊執事キャプテンクロ)                            | 26 de gener de 2000    | 16 de març de 2006         |
| El majordom és un pirata: el capità Kuro. En Ruffy i l'Usopp s'assabenten dels plans que té el temut pirata. L'Usopp va corrents fins al poble per avisar de l'amenaça. Ara, encara que és cert tot el que diu, ningú se'l creu i intenten donar-li una pallissa per mentider. |                    | |                        |                            |
| 12 | 12                 | El gran enfrontament! La batalla contra els homes del capità Kuro Gekitotsu! Kuroneko kaizokudan sakamichi no daikōbō! (激突！クロネコ海賊団坂道の大攻防!)           | 2 de febrer de 2000    | 17 de març de 2006         |
| El pla de l'Usopp per no deixar passar als pirates no ha funcionat. Els pirates han desembarcat pel costat nord i ara es complica tot per a en Ruffy i tots els altres. |                    | |                        |                            |
| 13 | 13                 | Els terribles germans Nyaban contra en Zoro Kyōfu no niningumi! Nyaban Buradāsu vs Zoro (恐怖の二人組！ニャーバン兄弟(ブラザーズ)VSゾロ)                             | 9 de febrer de 2000    | 20 de març de 2006         |
| En Zoro decideix lluitar contra els germans Nyaban, perquè la Nami i en Usopp no corrin perill. La senyoreta Kaya s'assabenta de la veritable personalitat del seu majordom i decideix enfrontar-s'hi. |                    | |                        |                            |
| 14 | 14                 | En Ruffy es desperta i la Kaya fa una temptativa desesperada Rufi Fukkatsu! Kaya-ojōsama no kesshi no teikō (ルフィ復活！カヤお嬢様の決死の抵抗)                     | 16 de febrer de 2000   | 21 de març de 2006         |
| En Zoro segueix lluitant contra els germans Nyaban. La senyoreta Kaya, en saber com és de malvat el majordom, decideix lluitar-hi en contra, però aquest, amb la seva habilitat, ho esquiva tot i està a punt de matar-la. |                    | |                        |                            |
| 15 | 15                 | La derrota d'en Kuro i la decisió de l'Usopp Kuro o taose! Otoko Usoppu namida no ketsui! (クロを倒せ！男ウソップ涙の決意！)                                         | 23 de febrer de 2000   | 22 de març de 2006         |
| En Ruffy i l'Usopp s'enfronten al capità Kuro, mentre la Kaya i la banda de l'Usopp són perseguits per l'Hipnotitzador. |                    | |                        |                            |
| 16 | 16                 | La companyia de l'Usopp defensa esplèndidament la Kaya Kaya o mamore! Usoppu kaizoku-dan daikatsuyaku! (カヤを守れ！ウソップ海賊団大活躍！)                          | 1 de març de 2000      | 23 de març de 2006         |
| En Ruffy està llest per lluitar amb el malvat capità Kuro, i els nens, amb la senyoreta Kaya, decideixen enfrontar-se amb l'Hipnotitzador. |                    | |                        |                            |
| 17 | 17                 | L'explosió de ràbia! El final de la batalla entre en Kuro i en Ruffy Ikari Bakuhatsu! Kuro vs Rufi kecchaku no yukue! (怒り爆発！クロVSルフィ決着の行方)             | 8 de març de 2000      | 24 de març de 2006         |
| Arriba el final de la batalla entre en Ruffy i el capità Kuro. L'Usopp veu l'oportunitat de fer realitat els seus somnis i decideix afegir-se a la banda d'en Ruffy. |                    | |                        |                            |
| 18 | 18                 | La bèstia estranya, en Gaimon i companyia! Anata ga sanjū! Gaimon to kimyō na nakama (あんたが珍獣！ガイモンと奇妙な仲間)                                            | 15 de març de 2000     | 27 de març de 2006         |
| En Ruffy i els seus amics arriben a una illa misteriosa, i hi troben un home que està atrapat en un cofre des de fa 20 anys. |                    | |                        |                            |
| 19 | 19                 | El passat d'en Zoro, la promesa d'en Zoro i la Kuina! Santōryū no kako! Zoro to Kuina no chikai! (三刀流の過去！ゾロとくいなの誓い！)                                | 22 de març de 2000     | 28 de març de 2006         |
| Vols conèixer la infància d'en Zoro a l'escola d'espadatxins Santoryu? Durant la seva infància, en Zoro no podia vèncer la Kuina, la filla del seu mestre. La Kuina s'assabenta que no podrà fer realitat els seus somnis perquè és dona. En Zoro l'obliga a fer una promesa que ell mai podrà oblidar. |                    | |                        |                            |
| 20 | 20                 | El famós cuiner Sanji del restaurant a alta mar! Meibutsu kokku! Kaijō resutoran no Sanji (名物コック！海上レストランのサンジ」)                                     | 12 d'abril de 2000     | 29 de març de 2006         |
| En Zoro es troba amb uns camarades pirates que coneixen el lloc perfecte on podrien trobar un cuiner excel·lent. En Ruffy comença a tenir problemes amb el xef del restaurant, en Zeff. |                    | |                        |                            |
| 21 | 21                 | Un client desagradable, el plat d'en Sanji i la gratitud d'en Gin! Manekarezaru kyaku! Sanji no meshi to Gin no on (招かれざる客！サンジの飯とギン恩)                | 12 d'abril de 2000     | 30 de març de 2006         |
| Al restaurant arriba un pirata molt perillós que s'ha escapat de la marina. En Sanji li dona menjar, i el pirata li promet no oblidar-se mai del gest. En Ruffy segueix amb problemes amb el xef Zeff. |                    | |                        |                            |
| 22 | 22                 | La poderosa flota de l'almirall Don Krieg! Saikyō no kaizoku kantai! Teitoku Don Kurīku (最強の海賊艦隊！提督ドン・クリーク)                                         | 26 d'abril de 2000     | 31 de març de 2006         |
| Mentre en Ruffy treballa al restaurant per pagar els deutes que té amb en Zeff, apareix el temut capità Don Krieg, que es vol apropiar del restaurant. |                    | |                        |                            |
| 23 | 23                 | La defensa del Baratie! El gran capità Zeff, Peusrojos! Mamore Baratie! Dai kaizoku, aka ashi no Zefu (守れバラティエ！大海賊・赫足のゼフ)                           | 3 de maig de 2000      | 3 d'abril de 2006          |
| El gran capità pirata Don Krieg s'assabenta que el cap Zeff és en realitat el famós i temut pirata Peus-rojos. En Zeff juntament amb tots els cuiners decideixen defensar el restaurant. |                    | |                        |                            |
| 24 | 24                 | En Mihawk, l'Ulls de Falcó, llença en Zoro a l'aigua! Taka no me no Mihōku! Kengō Zoro umi ni chiru (鷹の目のミホーク！剣豪ゾロ海に散る)                             | 10 de maig de 2000     | 4 d'abril de 2006          |
| Es presenta la gran oportunitat d'en Zoro per acomplir la seva promesa de convertir-se en el millor espadatxí del món en enfrontar-se amb en Mihawk, l'Ulls de falcó, l'actual millor espadatxí del món. |                    | |                        |                            |
| 25 | 25                 | Lluita explosiva de peus! En Sanji contra en Perla, l'intocable Hissatsu ashiwaza sakurestu! Sanji VS teppeki no Pāru (必殺足技炸裂！サンジVS鉄壁のパール)           | 17 de maig de 2000     | 5 d'abril de 2006          |
| El capità Zeff i els cuiners defensen el seu restaurant davant els diversos atacs d'en Don Krieg. En Sanji i el en Zeff fan servir les seves habilitats i fan diverses claus espectaculars. |                    | |                        |                            |
| 26 | 26                 | El somni d'en Zeff i en Sanji, l'All Blue Zefu to Sanji no yume: maboroshi no Ōru Burū (ゼフとサンジの夢・幻のオールブルー)                                          | 24 de maig de 2000     | 6 d'abril de 2006          |
| En Sanji recorda que està en deute per tota la vida amb el capità pirata Zeff i decideix lluitar. Ha de protegir el restaurant encara que li costi la vida, perquè el restaurant és allò més preuat que té el capità. |                    | |                        |                            |
| 27 | 27                 | El diable cruel Gin, capità de la flota Reitetsu hijō no kijin: kaizoku kantai sō taichō Gin (冷徹非常の鬼人・海賊艦隊総隊長ギン)                                    | 31 de maig de 2000     | 7 d'abril de 2006          |
| En Gin és el capità de tota la flota d'en Don Krieg. És molt hàbil amb les mans. Té ordres de matar en Sanji, però en Gin no pot fer-ho perquè en Sanji li va salvar la vida. I una cosa això no s'oblida mai! |                    | |                        |                            |
| 28 | 28                 | Batalla ferotge entre en Ruffy i Don Krieg Shinaneeyo! Gekitō Rufi VS Kurīku! (死なねェよ！激闘ルフィVSクリーク！)                                                   | 7 de juny de 2000      | 10 d'abril de 2006         |
| En Don Krieg se sorprèn de l'habilitat i la destresa d'en Ruffy, ja que, encara que fa servir tots els seus poders i armes, no aconsegueix derrotar-lo. |                    | |                        |                            |
| 29 | 29                 | El cop mortal, final de la batalla Shitō no kecchaku! Hara ni kukutta ippon no yari! (死闘の決着！腹にくくった一本の槍！)                                            | 21 de juny de 2000     | 11 d'abril de 2006         |
| En Don Krieg, tot i utilitzar totes les seves poderoses armes, és derrotat per la perseverança i la fe d'en Ruffy. Serà una lluita fàcil o en Ruffy haurà d'utilitzar tots els seus recursos? |                    | |                        |                            |
| 30 | 30                 | L'hora dels adéus! En Sanji se'n va amb el Ruffy Tabidachi! Umi no kokku wa Rufi to tomo ni (旅立ち！海のコックはルフィとともに)                                     | 28 de juny de 2000     | 12 d'abril de 2006         |
| En Ruffy, després de vèncer en Don Krieg, insisteix a en Sanji perquè vingui amb ell. En Sanji, però, està molt unit al capità Zeff i al restaurant, i decideix realitzar el seu somni. |                    | |                        |                            |
| 31 | 31                 | Arlong, el pirata tritó Higashi no umi saiaku no otoko! Gyojin kaizoku Āron (東の海最悪の男！魚人海賊アーロン)                                                       | 12 de juliol de 2000   | 13 d'abril de 2006         |
| En Ruffy i en Sanji emprenen el recorregut fins a un lloc misteriós on l'Arlong, el pirata tritó, i tota la seva banda tenen atemorit un poble. La pregunta és: per què la Nami ha anat fins aquell lloc? |                    | |                        |                            |
| 32 | 32                 | Una bruixa del poble de Coco Cocoyashi mura no majo! Āron no onna kanbu (ココヤシ村の魔女！アーロンの女幹部)                                                         | 19 de juliol de 2000   | 18 d'abril de 2006         |
| Tothom al poble de Coco odia la Nami. Se senten traïts perquè ella, a qui consideren una bruixa, és de la banda del pirata Arlong. |                    | |                        |                            |
| 33 | 33                 | És mort, l'Usopp? Usoppu shisu?! Rufi jōriku wa mada? (ウソップ死す?!ルフィ上陸はまだ？)                                                                             | 19 de juliol de 2000   | 19 d'abril de 2006         |
| A l'Usopp l'atrapen els de la banda de l'Arlong i en Zoro s'escapa amb l'ajuda de la Nami. Tots sospiten que la Nami ha traït l'Arlong, però ella haurà de demostrar tot el contrari per continuar amb el seu pla. |                    | |                        |                            |
| 34 | 34                 | La veritat sobre la Nami Zenin shūketsu! Usoppu ga kataru Nami no shinjitsu (全員集結！ウソップが語るナミの真実)                                                     | 26 de juliol de 2000   | 20 d'abril de 2006         |
| La Nami torna a trobar-se amb en Ruffy i els seus amics, però aquesta vegada els tracta malament i els fa fora de l'illa. Serà la Nojiko qui explicarà la veritable raó que la Nami estigui aliada amb l'Arlong, el pirata tritó. |                    | |                        |                            |
| 35 | 35                 | El passat ocult Himerareta haho! Onna senshi Berumeru! (秘められた過去！女戦士ベルメール！)                                                                          | 2 d'agost de 2000      | 21 d'abril de 2006         |
| La Nojiko comença a explicar la història del seu passat amb la seva germana, la Nami, i amb la seva mare adoptiva, Bellèmere, que va morir per salvar les seves vides. |                    | |                        |                            |
| 36 | 36                 | La causa de la Nami i la Bellemere Ikinuke! Haha Berumeru to Nami no kizuna! (生き抜け！母ベルメールとナミの絆！)                                                    | 9 d'agost de 2000      | 24 d'abril de 2006         |
| La Bellemere va salvar la vida de les dues germanes, la Nami i la Nojiko, se'n va fer càrrec i elles van ser la seva raó de viure, fins al dia de la seva mort. |                    | |                        |                            |
| 37 | 37                 | El trencament de la promesa Rufi tatsu! Uragirareta yakusoku no ketsumatsu! (ルフィ立つ！裏切られた約束の結末！)                                                     | 16 d'agost de 2000     | 25 d'abril de 2006         |
| La Nami sent que tot està perdut per a ella i per al seu poble, perquè l'Arlong no té intenció de complir la promesa que li va fer fa vuit anys. |                    | |                        |                            |
| 38 | 38                 | Els tritons contra la colla d'en Ruffy Rufi dai pinchi! Kyojin VS Rufi kaizoku-dan (ルフィ大ピンチ！魚人vsルフィ海賊団)                                              | 23 d'agost de 2000     | 26 d'abril de 2006         |
| La Nami li demana a en Ruffy que l'ajudi. Ell i els seus camarades arriben a Arlong Park i comencen a lluitar contra els homes peix. |                    | |                        |                            |
| 39 | 39                 | Zoro contra l'Octy Rufi suibotsu! Zoro VS tako no Hacchan (ルフィ水没！ゾロｖｓタコのはっちゃん)                                                                     | 30 d'agost de 2000     | 27 d'abril de 2006         |
| En Ruffy continua submergit al fons del mar i, mentre en Nojiko i en Genzo intenten treure'l a la superfície, té lloc una batalla terrible entre en Zoro i el pop Octy. |                    | |                        |                            |
| 40 | 40                 | L'orgull del guerrer Hokori takaki senshi! Gekitō Sanji to Usoppu (誇り高き戦士！激闘サンジとウソップ)                                                               | 6 de setembre de 2000  | 28 d'abril de 2006         |
| En Ruffy continua submergit al fons del mar. Mentrestant, l'Usopp haurà de guanyar una batalla utilitzant la seva millor arma. |                    | |                        |                            |
| 41 | 41                 | L'última esperança Rufi zenkai! Nami no ketsui to mugiwara bōshi (ルフィ全開！ナミの決意と麦わら帽子)                                                                | 13 de setembre de 2000 | 1 de maig de 2006          |
| La Nami decideix unir-se al seu poble per lluitar contra l'Arlong, i té una confiança absoluta que l'Arlong serà derrotat. En Ruffy surt del fons del mar i es prepara per a la lluita. |                    | |                        |                            |
| 42 | 42                 | L'atac sota l'aigua Sakuretsu! Kyojin Āron umi kara no mōkōgeki! (炸裂！魚人アーロン海からの猛攻撃！)                                                                | 27 de setembre de 2000 | 2 de maig de 2006          |
| En Ruffy comença a lluitar amb l'Arlong sense saber que és un home peix amb superpoders sobrenaturals. La lluita serà a mort. |                    | |                        |                            |
| 43 | 43                 | La fi de l'imperi dels tritons Kyojin teikoku no owari! Nami wa ore no nakama da! (魚人帝国の終わり！ナミは俺の仲間だ！)                                             | 27 de setembre de 2000 | 3 de maig de 2006          |
| En Ruffy aconsegueix alliberar el poble de Coconut de la tirania de l'Arlong, com haurà aconseguit acabar amb tant de temps de dominació? |                    | |                        |                            |
| 44 | 44                 | El comiat de la Nami Egao no tabidachi! Saraba furusato Cocoyashi Mura (笑顔の旅立ち！さらば故郷ココヤシ村)                                                          | 11 d'octubre de 2000   | 4 de maig de 2006          |
| Després de 8 anys de dominació, el poble de Coconut és lliure. Es fa una gran festa on tothom menja, balla i beu. Mentrestant, la Nami pren una decisió: es convertirà en pirata! |                    | |                        |                            |
| 45 | 45                 | Crida i cerca Jōkinkubi! Mugiwara no Rufi yo ni shirewataru (賞金首！麦わらのルフィ世に知れ渡る)                                                                     | 25 d'octubre de 2000   | 5 de maig de 2006          |
| Corre la veu entre els pobles i entre els pirates que s'ofereix una gran recompensa pel cap d'en Ruffy. |                    | |                        |                            |
| 46 | 46                 | L'aventura d'en Buggy Mugiwara o oe! Chisa na Bagī no dai bōken (麦わらを追え！小さなバギーの大冒険)                                                                 | 1 de novembre de 2000  | 8 de maig de 2006          |
| Reapareix el pirata pallasso Buggy. Ha aconseguit escapar-se de l'illa on es trobava i, després de veure el cartell 'Es busca en Ruffy', decideix anar a buscar-lo. |                    | |                        |                            |
| 47 | 47                 | El retorn del pallasso Buggy Omachikane! Aa fukkatsu no Bagī senchō! (お待ちかね！あぁ復活のバギー船長！)                                                            | 8 de novembre de 2000  | 9 de maig de 2006          |
| Una emotiva retrobada! El capità Buggy es veu amb la seva banda de pirates, que ja l'havien donat per mort. |                    | |                        |                            |
| 48 | 48                 | La ciutat dels reis pirates Hajimari to owari no machi: Rōgutaun jōritsu (始まりと終りの町・ローグタウン上陸)                                                        | 22 de novembre de 2000 | 10 de maig de 2006         |
| En Ruffy i els seus arriben a la frenètica ciutat de Loague, l'indret on van executar en Gold Roger. |                    | |                        |                            |
| 49 | 49                 | Els sabres nous d'en Zoro Sandai Kitetsu to Yubashiri! Zoro no shintō to onna sōchō (三代鬼徹と雪走！ゾロの新刀と女曹長)                                             | 22 de novembre de 2000 | 11 de maig de 2006         |
| En arribar a la ciutat de Loague, en Ruffy va a veure el patíbul i és reconegut per un capità de la marina. D'altra banda, en Zoro aconsegueix comprar dues espases molt especials. |                    | |                        |                            |
| 50 | 50                 | Usopp, el valent Usoppu VS Kotsure no Dedi mahiru no kettō (ウソップVS子連れのダディ真昼の決闘)                                                                      | 29 de novembre de 2000 | 12 de maig de 2006         |
| Apareix el caça-recompenses Daddy Masterson, el famós caçador de pirates, i desafia l'Usopp a un duel a mort. |                    | |                        |                            |
| 51 | 51                 | El millor cuiner Honoo no kyōri batoru? Sanji VS bijin chefu (炎の料理バトル？サンジVS美人シェフ)                                                                    | 6 de desembre de 2000  | 15 de maig de 2006         |
| En Sanji es retroba amb una cuinera que el desafia a participar en un concurs de cuina que decidirà qui és el millor cuiner de tot l'Eat Blue. |                    | |                        |                            |
| 52 | 52                 | La revenja d'en Buggy Bagī no ribenji! Shokeidai de warau otoko! (バギーのリベンジ！処刑台で笑う男！)                                                                | 13 de desembre de 2000 | 16 de maig de 2006         |
| Finalment, el pallasso Buggy troba en Ruffy i el mana executar al mateix lloc on van executar en Gold Roger, el rei dels pirates. Apareixen en Zorro i en Sanji, però és massa tard... |                    | |                        |                            |
| 53 | 53                 | Cap a la Gran Line Densetsu wa hajimatta! Mezase Gurando Rain (伝説は始まった！目指せ偉大なる航路（グランドライン）)                                                 | 10 de gener de 2001    | 17 de maig de 2006         |
| En Ruffy i els seus amics es troben amb problemes per sortir de l'illa. L'Smoker, que es va menjar la fruita del fum i el seu cos es transforma en fum com i quan vol, està decidit a acabar amb en Ruffy... però un personatge estrany s'interposa en el duel. |                    | |                        |                            |
| 54 | 54                 | Una nova aventura. Apis, la nena misteriosa Arata naru bōken no yokan! Nazo no shōjo Apisu (新たなる冒険の頼ｴ！謎の少女アピス)                                       | 17 de gener de 2001    | 18 de maig de 2006         |
| En Ruffy i la seva colla continuen el seu viatge cap a la Grand Line i, en el camí, es troben amb una misteriosa nena nàufraga, l'Apis. |                    | |                        |                            |
| 55 | 55                 | El secret de l'Apis i de l'illa perduda Kiseki no seibutsu! Apis no himitsu to densetsu no shima (奇跡の生物！アピスの秘密と伝説の島)                                | 24 de gener de 2001    | 19 de maig de 2006         |
| En Ruffy i la Nami descobreixen el gran secret que amaga l'Apis i que és ni més ni menys que un drac: en Senen Ryuu. Llavors decideixen ajudar-la a complir la promesa que ha fet al drac de portar-lo fins a casa seva. |                    | |                        |                            |
| 56 | 56                 | L'atac de l'Eric. La gran escapada de l'illa creuer Erikku shutsugeki! Gunkan jima kara no dai dasshutsu! (エリック出撃！軍艦島からの大脱出！)                       | 31 de gener de 2001    | 22 de maig de 2006         |
| Després de descobrir el secret de l'Apis, en Ruffy i els seus decideixen ajudar-la a treure el vell Ryuu del seu amagatall per anar junts a la recerca de l'Illa Perduda. Però els homes de l'armada els descobreixen abans que s'hagin pogut escapar. Aleshores, la Nami elabora un enginyós pla de fugida. |                    | |                        |                            |
| 57 | 57                 | La llegendària illa perduda Zekkai no kotō! Densetsu no Rosuto Airando (絶海の孤島！伝説のロストアイランド)                                                          | 7 de febrer de 2001    | 23 de maig de 2006         |
| En Ruffy i els seus amics aconsegueixen escapar-se dels homes de l'armada i van a la recerca de l'Illa Perduda. En arribar a l'Illa es troben amb un misteri per desxifrar. |                    | |                        |                            |
| 58 | 58                 | Duel a les ruïnes! En Zoro contra l'Eric! Haikyo no kettō! Kinpaku no Zoro VS Erikku! (廃墟の決闘！緊迫のゾロ対エリック!)                                            | 21 de febrer de 2001   | 24 de maig de 2006         |
| La Nami descobreix que l'illa on han arribat no és l'Illa Perduda. Després de l'enfrontament entre en Zoro i l'Eric, en Ruffy i la seva banda reprenen el viatge cap a l'Illa Perduda. |                    | |                        |                            |
| 59 | 59                 | L'almirall Nelson volta en Ruffy amb un estratagema secret! Rufi ransen hōi! Teitoku Neruson no hisaku (ルフィ完全包囲！提督ネルソンの秘策)                          | 21 de febrer de 2001   | 25 de maig de 2006         |
| Després d'alliberar-se dels atacs de l'Eric, en Ruffy i els seus amics es troben l'almirall Nelson amb la seva impressionant flota de vaixells de l'armada, disposat a acabar amb el Going Merry i tota la seva tripulació. |                    | |                        |                            |
| 60 | 60                 | Aquells que volen pel cel! La llegenda mil·lenària reviu! Ōsora o Mau Mono! Yomigaeru Sennen no Densetsu! (大空を舞うもの!甦る千年の伝説)                            | 18 de febrer de 2001   | 26 de maig de 2006         |
| Després d'alliberar-se dels atacs de l'Eric, en Ruffy i els seus amics es troben l'almirall Nelson amb la seva impressionant flota de vaixells de l'armada, disposat a acabar amb el Going Merry i tota la seva tripulació. |                    | |                        |                            |
| 61 | 61                 | El remolí rabiüt i l'arribada a la Red Line Ikari no kecchaku! Reddo Rain o norikoero! (怒りの決着！赤い大陸（レッドライン）を乗り越えろ！)                          | 7 de març de 2001      | 29 de maig de 2006         |
| En Ruffy i la seva banda s'acomiaden de l'Apis a l'Illa Perduda i es dirigeixen cap a la Red Line, que amb prou feines aconsegueixen travessar. Quan per fi s'endinsen en la Grand Line, apareix Raboon, la balena gegant. |                    | |                        |                            |